# Tommaso Vallauri

Tommaso Vallauri

Tommaso Vallauri (* 23. Januar 1805 in Chiusa di Pesio, Provinz Cuneo; † 1. September 1897 in Rom) war ein italienischer Klassischer Philologe.

## Leben
Tommaso Vallauri studierte von 1820 bis 1823 in Turin, wurde hierauf Professor der Rhetorik, 1838 Suppleant für lateinische und italienische Beredsamkeit und 1843 Professor dieses Fachgebiets an der Universität Turin.
Er edierte Plautus Aulularia (Turin 1853), Miles gloriosus (1854), Trinummus (1855, 2. Aufl. 1865) und Menaechmi (1859), Horaz (1854), Ciceros Orationes selectae (1878), Burnoufs Sallust (1878), Curtius (2. Aufl. 1882), veröffentlichte: Historia critica litterarum latinarum (1849, 13. Aufl. 1888), Collezione economica degli scrittori classici latini (1850), Epitome historiae graecae (1856, 10. Aufl. 1887), Epitome historiae romanae (5. Aufl. 1876), bearbeitete des Ausonius Popma De differentiis verborum (1852), das lateinisch-italienische Wörterbuch von Bazzarini (1850 bis 1854) und ein lateinisch-italienisches Schulwörterbuch (1852–54). Seine Reden erschienen gesammelt in Turin 1852 und 1865, Opuscula Varia 1876. Vgl. seine Selbstbiographie: vita, scritta da esso (Turin 1879) und Lettere di illustri scrittori a Tommaso Vallauri (Turin 1880).
In der letzten Legislaturperiode des Königreichs Sardinien war er Mitglied der Abgeordnetenkammer. 1869 wurde er Mitglied der Accademia della Crusca. Von 1882 bis zu seinem Tode war er Mitglied des italienischen Senats.

## Werke
- Storia della poesia in Piemonte (1841, 2 Bände)
- Della societa letteraria del Piemonte (1844)
- Storia della universita degli studii del Piemonte (1846, 3 Bände; 2. Aufl. 1875)
- Il cavaliere marino in Piemonte (1847, 3. Aufl. 1884)
- Novelle (6. Aufl. 1883).